# Max Gelpcke
Max Gelpcke (* 1861; † 28. Februar 1907 in Berlin) war ein deutscher Jurist.

## Leben
Der Berliner Rechtsanwalt gehörte zu den angesehensten Juristen des Deutschen Kaiserreiches. Er leistete maßgebliche Arbeiten und Kommentare zur Zivilprozessordnung.
Von dem bekannten Kommentar zur Zivilprozessordnung lagen 1916 bereits die 6. bzw. 7. Lieferung vor.
Daneben war er in etlichen Unternehmen an maßgeblicher Stelle tätig, so als Vorsitzender des Aufsichtsrates der Consolidierten Redenhütte in Zabrze in Oberschlesien.
1900 wurde er Mitglied des Aufsichtsrates der Deutschland, Lebensversicherungsaktiengesellschaft in Berlin.
Zudem gehörte er dem Ausschuss der Berlinischen Feuerversicherungsanstalt an. Er war Vorsitzender des Aufsichtsrates des Zoologischen Gartens zu Berlin und Mitglied des Aufsichtsrates der Schultheiss-Brauerei.
Gelpcke war Mitglied des Aufsichtsrates der Deutschen Samoa-Gesellschaft.
1906 erfolgte seine Ernennung zum Justizrat.
Im selben Jahr war er auch Vorsitzender des Aufsichtsrates der Allgemeinen Städtereinigungsgesellschaft zu Berlin.
Im Deutschen Nekrolog 1907 wurde er als Rechtsanwalt von Ruf bezeichnet. Auf der Hauptversammlung des Actienvereins des Zoologischen Gartens zu Berlin wurde ihm ein ehrender Nachruf durch den Vorsitzenden gewidmet.
Gelpcke gehörte zu den Millionären in Preußen.